# دایکی ناکاشی
دایکی ناکاشی (ژاپنی: 中塩 大貴؛ زادهٔ ۸ ژوئن ۱۹۹۷) یک بازیکن فوتبال اهل ژاپن است.
از باشگاه‌هایی که در آن بازی کرده‌است می‌توان به باشگاه فوتبال ونتفورت کوفو اشاره کرد.